# Blue Valley Boys
Blue Valley Boys är en rockabillytrio från Torsby, Sverige. Gruppen startades våren 2004. De släppte en EP-skiva 2005 och efter det en CD-skiva 2006, The Amazing Blue Valley Boys. Deras senaste skiva Let's Go Boppin' släpptes som CD 2008. Samtliga av gruppens hittills släppta skivor har spelats in och producerats av Tail Records  i Jönköping. 
Deras musik är autentisk Rock n Roll / Rock a Billy & Country, till exempel Johnny Cash / Hank Williams / Johnny Carroll / Al Ferrier m.fl. 

## Diskografi
- EP - Record 45RPM  (2005)
- The Amazing Blue Valley Boys CD (2006)
- Let's go boppin' CD (2008)
- Sun Session (2013)